# Odontia
Odontia Pers. – rodzaj grzybów należący do rodziny chropiatkowatych (Thelephoraceae). W Polsce występuje Odontia fibrosa.

## Charakterystyka
Grzyby kortycjoidalne o owocniku rozpostartym, dającym się oddzielić od podłoża, pajęczynowatym, ciągłym. Hymenofor ziarnisty lub hydnoidalny, brzeg strzępiasty. System strzępkowy dimityczny, strzępki generatywne z prostymi przegrodami lub ze sprzążkami. Cystyd brak. Podstawki długo maczugowate lub w kształcie urny, często faliste, 4-sterygmowe ze sprzążką u podstawy. Bazydiospory dwu- i trójdzielne, w 3% KOH i wodzie destylowanej jasnobrązowe. Chlamydospor brak. W odróżnieniu od innych gatunków z rodziny chropiatkowatych nie są grzybami mykorozowymi, lecz saprotrofami.
Na podstawie badań filogenetycznych umieszczono rodzaj Odontia jako a grupę siostrzaną Thelephora i Tomentella. Odontia jest taksonem monofiletycznym.

## Systematyka i nazewnictwo
Pozycja w klasyfikacji według Index Fungorum: Odontia, Thelephoraceae, Thelephorales, Incertae sedis, Agaricomycetes, Agaricomycotina, Basidiomycota, Fungi.
Synonimy naukowe: Hydnum *** Odontia (Pers.) Pers. 1801.
Niektóre gatunki:
- Odontia aculeata Yuan Yuan, Y.C. Dai & H.S. Yuan 2018
- Odontia aurantiaca (Pat.) E.C. Martini 2018
- Odontia calcicola (Bourdot & Galzin) Kõljalg 2014
- Odontia chlorina (Cooke) Rick 1959
- Odontia fibrosa (Berk. & M.A. Curtis) Kõljalg 2014[3]

Nazwy naukowe na podstawie Index Fungorum. Wykaz gatunków i nazwy polskie według Władysława Wojewody.